# 空色☆すくらんぶる
『空色☆すくらんぶる』（そらいろすくらんぶる）とは、にしむらともこ原作の漫画作品。『すくらんぶる-b』の続編として少女漫画誌『ちゃお』（小学館）で2002年6月号より掲載。単行本は全3巻と番外編を収録した『虹色☆すくらんぶる』、『卒業☆すくらんぶる』がある。

## あらすじ
超元気少女二ノ宮空は青琳学園中等部の生徒会長。かつてはいじめが多発していた青琳学園を一緒に変えてきた「b-倶楽部」の元メンバー日生帆志と交際中。校舎は違うけど、ラブラブな二人にはなんのその。帆志と仲間たちと楽しい学園生活を送る空。だけど再び青琳学園にトラブルの嵐が急接近して･･･。

## 登場人物

### 前作からの登場人物
二ノ宮 空（にのみや そら）
運動神経抜群の元気な中等部3年生で生徒会長。帆志が大好き。
10月10日生まれ、B型。好物はハンバーガー。
満月（まんげつ）
空が可愛がっている小ウサギ。
日生 帆志（ひなせ ほし）
空の彼氏。スポーツ万能な高等部1年生。中等部の元生徒会長。
7月20日生まれ、A型。マウンテンバイクが好き。
伊集院 紫音（いじゅういん しおん）
母親がフランス人でハーフ。女の子には優しい。高等部1年生。中等部の元生徒会副会長。
12月25日生まれ、O型。おいしい紅茶を入れるのが好き。
朝比奈 港（あさひな みなと）
学校始まって以来の秀才。パソコンも得意。高等部1年生。中等部の元生徒会書記。
1月1日生まれ、AB型。最近プリンがお気に入り。
桜小路 すずらん（さくらこうじ すずらん）
帆志のいとこ。中等部3年生。生徒会副会長。特技は合気道と剣道。
桜井 あゆか（さくらい あゆか）
空のクラスメイトで親友。中等部3年生。生徒会書記。
真行寺 源三（しんぎょうじ げんぞう）
空の祖父で、青琳学園の元理事長。

### 本作からの登場人物
西園寺 くらら（さいおんじ くらら）
中等部1年生。
初等部時代アイドルとよばれていたらしい。空の存在を気に入らず、邪魔をするがいつも失敗ばかり。
昔「アリス」という小ウサギを飼っていたが病気で亡くしてしまい、番外編のあるきっかけで満月を気に入り、自分のものにしようとする。
国東 北斗（くにさき ほくと）
人気アイドル。
出す曲出す曲大ヒット、レギュラー番組数知れずというほどの超人気アイドルだがかなりの問題児らしい。高等部1年生。
愛内 レイカ（あいうち レイカ）
グラビアNo.1アイドル。
空のことが気に入らず、次々と空に罠を仕掛ける。しかし最終的にはこれまでの報いを受けるかのように社長から「わがままなタレントはもういらん」と言い渡され、事務所をクビになってしまった。
神楽 冬湖（かぐら とうこ）
中学3年生。紅皇学園の生徒会長。
クールビューティー系の超美人だが、かなりの大食いで、夕食であればカレー5杯が食べられるらしい。
番外編で北斗と親密な雰囲気を見せるようになる。
O型、山羊座。趣味は、デザートバイキングめぐり。特技はテニス。
日生 智帆（ひなせ ちほ）
青琳学園の理事長で帆志の母。
帝 真樹（みかど まき）
空のマナーの先生。
お茶の世界では有名らしい。
島崎 渉（しまざき しょう）
北斗の芸能事務所の社長。
悪さばかりして家出した北斗をスカウトした本人。